# Vic Bonke
Felix Ignatius Maria (Vic) Bonke (Amsterdam, 2 januari 1940 – Amstelveen, 14 februari 2022) was een Nederlands politicus. Namens de Lijst Pim Fortuyn (LPF) was hij in de periode 2002-2003 lid van de Tweede Kamer der Staten-Generaal.

## Loopbaan
Bonke, die in 1968 gepromoveerd was in de geneeskunde, was hoogleraar vegetatieve fysiologie vanaf 1980 en rector magnificus van de Universiteit Maastricht van 1985 tot 1991. Na zijn periode als rector vervulde Vic Bonke van 1997 tot 1999 de functie van decaan van de Faculteit der Geneeskunde. Hij werd in 1999 door het college van bestuur van de universiteit op non actief gesteld als decaan van de faculteit geneeskunde na een conflict.
In 2001 sloot Bonke zich aan bij Leefbaar Nederland. Later volgde hij voorman Pim Fortuyn toen deze uit Leefbaar Nederland werd gezet en zijn eigen partij LPF oprichtte. Bonke werd vervolgens bij de Tweede Kamerverkiezingen 2002 gekozen als Kamerlid.
In de Kamer was hij woordvoerder onderwijs namens zijn partij. Hij speelde tevens een bemiddelende rol in de vele conflicten binnen zijn fractie. Bij de Tweede Kamerverkiezingen 2003 stond hij – wederom – op een negende plaats op de kandidatenlijst. Deze plek bleek uiteindelijk niet verkiesbaar aangezien de LPF acht zetels haalde.
Prof.dr. F.I.M. Bonke overleed in 2022 op 82-jarige leeftijd.
- International Standard Name Identifier: 0000 0003 9828 5480
- Nederlandse Thesaurus van Auteursnamen: 071422285
- Parlement.com: vg9fgopwydzv
- Système universitaire de documentation: 087577143
- Virtual International Authority File: 306165520
- WorldCat: E39PBJwxGKmHK7QbPxP3wJjcT3